# アザペロン
アザペロン（英:azaperone）とは神経遮断薬の1つ。ブチロフェノン誘導体の1つ。前頭葉、辺縁系、線条体、視床下部などのドーパミン受容体に作用して、精神安定作用を発揮する。統合失調症、うつ病の治療や麻酔前投与薬として使用される。副作用として錐体外路症状、体温低下。ブタでは低用量で精神安定作用を示し、中用量では鎮静作用を示す。